# Stadtwerke Meerbusch

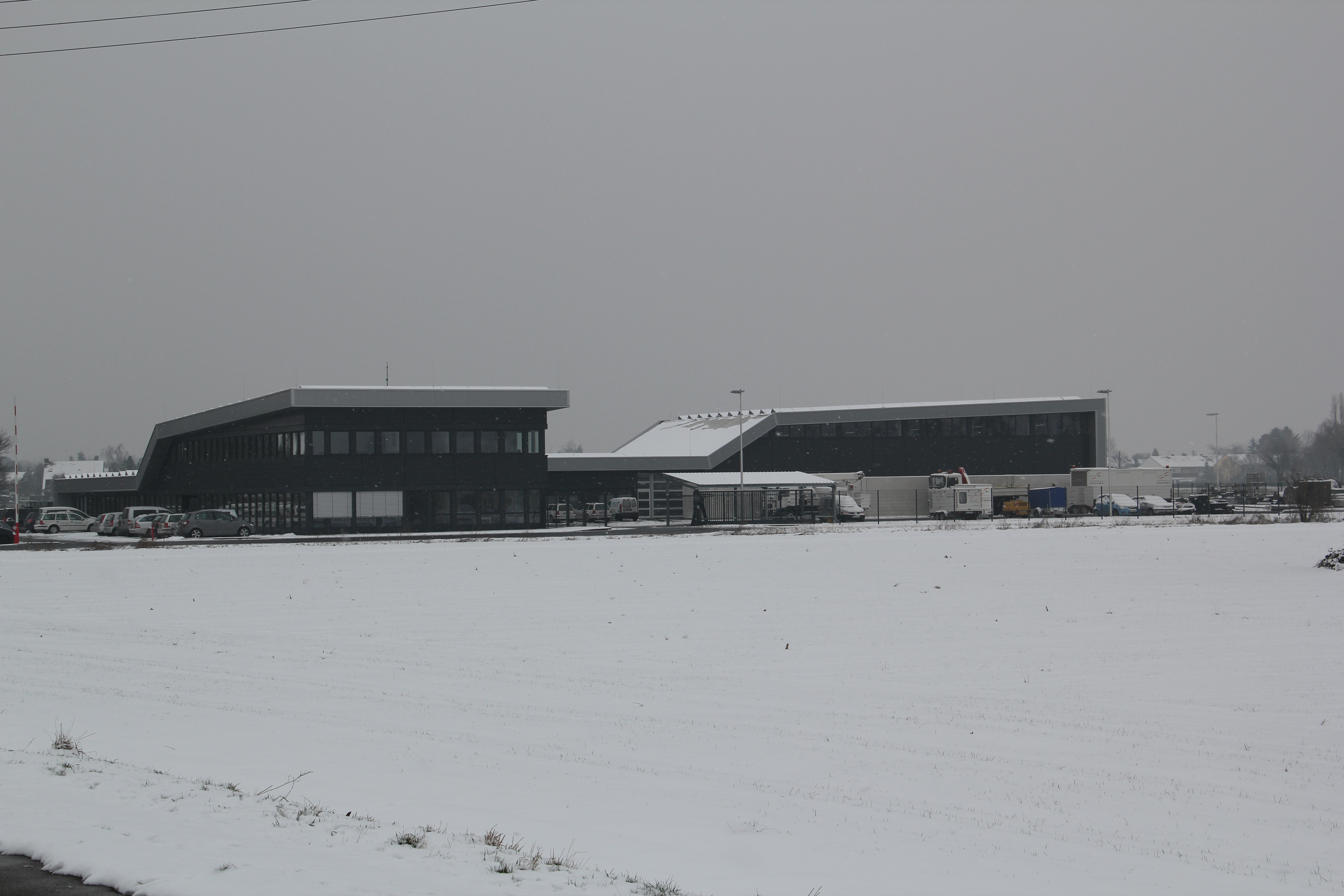
Hauptsitz der Stadtwerke Meerbusch in Meerbusch-Osterath

Die Stadtwerke Meerbusch GmbH (kurz stm; bis Ende 2017 wbm Wirtschaftsbetriebe Meerbusch GmbH) sind das Wasser-, Gas- und Stromversorgungsunternehmen für Meerbusch. Das Versorgungsgebiet der Stadtwerke Meerbusch GmbH umfasst eine Fläche von 64,4 km² mit den Ortsteilen Büderich, Osterath, Lank-Latum, Strümp, Ossum-Bösinghoven, Nierst, Langst-Kierst und Ilverich.

## Geschichte
Die Stadtwerke Meerbusch befinden sich mehrheitlich (60 % Anteil) im Besitz der Stadt Meerbusch. Das Unternehmen wurde 1995 unter dem Namen Stadtwerke Meerbusch in Kooperation mit der rhenag (Rheinische Energie AG, Köln, eine Tochter von RWE und RheinEnergie) gegründet, die zum damaligen Zeitpunkt eine Minderheitsbeteiligung von 40 % hielt.
2007 gab es seitens RWE Überlegungen, die Stadtwerke Neuss mit den SWK Krefeld zu fusionieren und dabei auch die STM und die Stadtwerke Willich ganz oder teilweise mit einzubeziehen. Die stm-Führung und die Stadt Meerbusch standen solchen Plänen aber skeptisch gegenüber.
Seit 2008 kooperieren die Stadtwerke Meerbusch eng mit den Stadtwerken Willich in den Bereichen Netzbetrieb und -verwaltung, Energie-Abrechnung, Kundenservice und interne zentrale Aufgaben.
2016 übertrug RWE seinen mittelbar gehaltenen Anteil in Höhe von 40 % an den Stadtwerken an die neu gegründete Innogy SE.
Im Dezember 2017 erfolgte die Umfirmierung von Wirtschaftsbetriebe Meerbusch GmbH in Stadtwerke Meerbusch GmbH.
Die Stadt Meerbusch übernahm 7,4 % der Geschäftsanteile vom bisherigen Mitgesellschafter innogy SE zum 1. Januar 2020.

## Dienstleistungen

### Gasversorgung
Die Stadtwerke Meerbusch unterhalten das Rohrnetz für die Erdgasversorgung in allen acht Meerbuscher Stadtteilen mit einer Gesamtlänge von circa 200 km. Knapp die Hälfte aller Privathaushalte im Versorgungsgebiet verfügt über einen Gasanschluss. Hinzu kommen Industrie- und Gewerbekunden; insgesamt werden jährlich etwa 350 Mio. kWh Gas vertrieben.
Das Gas wird über vier Übergabestationen aus dem europaweiten Versorgungsnetz in das Mittel- und Niederdrucknetz der stm eingespeist. Im Jahr 2009 wurde über den Lieferanten E.ON Ruhrgas vor allem Gas vom Typ „L“ aus den Niederlanden beschafft.

### Wasserversorgung
Das Trinkwassernetz hat eine Länge von 208 km, hierüber werden jährlich etwa 2,2 Mio. m³ Wasser abgegeben.
Die Einspeisung erfolgt
- für den Stadtteil Osterath von den Wasserwerken Franzen Zollhaus und Fellerhöfe der Stadtwerke Willich,
- für den Stadtteil Büderich vom Wasserwerk Büttgen Driesch in Kaarst der Kreiswasserwerke Grevenbroich,
- für die übrigen Stadtteile im nördlichen Stadtgebiet vom Stadtwerke Meerbusch -eigenen Wasserwerk in Lank-Latum (51° 17′ 51,7″ N, 6° 41′ 20,6″ O) mit vier Flach- und zwei Tiefbrunnen.

Alle genannten Wasserwerke beziehen das Trinkwasser aus dem Grundwasser und stellen über Enthärtungsanlagen eine Wasserhärte von 2 („weich“) ein.
Das Abwasser wird im Stadtgebiet gesammelt und der Kläranlage Düsseldorf-Nord bei Ilverich zugeführt.

### Stromversorgung

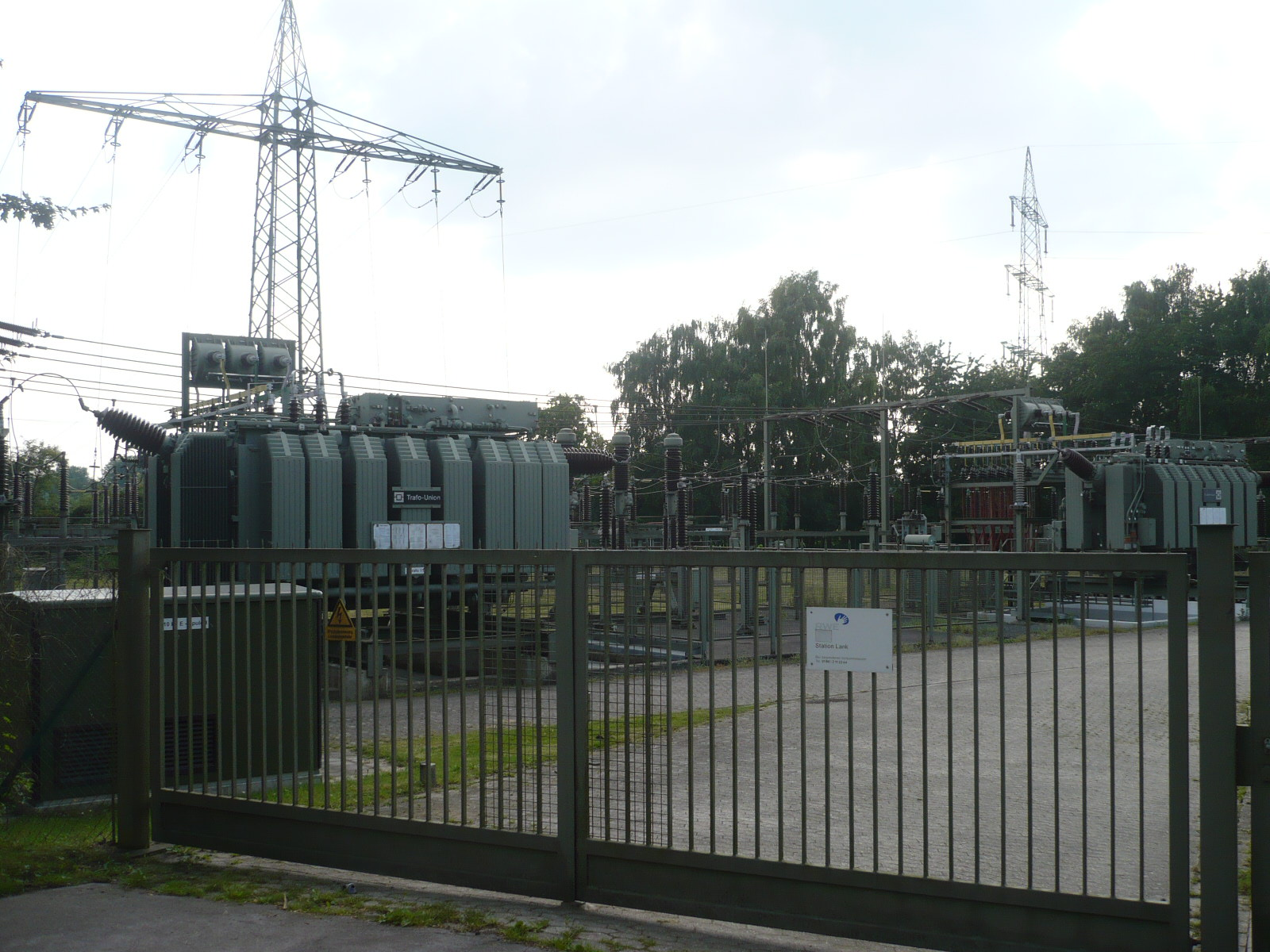
RWE-Umspannwerk Lank

Die Meerbuscher Stromversorgung durch Stadtwerke Meerbusch erfolgte im Namen und auf Rechnung von RWE. Zu dieser Konstellation ist es durch ein Dreiecksgeschäft zwischen RWE, stm und der Stadt Meerbusch gekommen: Im Jahre 1996 kaufte die Stadt Meerbusch für mehr als 60 Mio. Euro das Stromnetz in den acht Meerbuscher Stadtteilen von RWE. Zur Finanzierung verkaufte die Stadt das Netz an eine Leasing-Firma, die das Netz den stm zum Mietkauf überließ. Stadtwerke Meerbusch verpachtete das geleaste Netz zurück an RWE Energy. Der Leasingvertrag für das Netz lief 2013 aus, wenn das Netz gegen Zahlung einer Schlussrate von 3 Mio. Euro endgültig ins Eigentum der STM übergeht. Da der Pachtvertrag zwischen RWE und Stadtwerke Meerbusch bereits zum Jahresende 2009 auslief, prüfte die stm 2009 die Möglichkeit, den Pachtvertrag mit RWE nicht zu verlängern und stattdessen die Stromversorgung Meerbuschs zukünftig selbst zu übernehmen. Man entschied sich aber dagegen und hat den Pachtvertrag bis zum Ende des Leasingvertrages verlängert. Seit Anfang 2014 führen die stm das Verteilnetz in eigener Regie.
Da Meerbusch bisher nicht über eigene Kraftwerke für die Stromerzeugung verfügt, gibt es Bestrebungen, neben einer koordinierten Beschaffung auch eigene Kapazitäten zu schaffen. Angedacht sind Blockheizkraftwerke, die auch eine Nahwärmeversorgung erlauben würden, möglicherweise in Kombination mit Wärmepumpen oder Biogasanlagen.

### Elektromobilität
Die Stadtwerke Meerbusch beteiligen sich führend an Ausbau und Betrieb öffentlicher Ladeinfrastruktur für Elektromobilität in Meerbusch.